# Lycus palliatus
Lycus palliatus es una especie de escarabajo de alas de red perteneciente a la familia Lycidae. Lycus palliatus es parte del género Lycus y de la familia de los escarabajos de alas rojas. La especie fue inicialmente designada al género Pyrochroa hasta 1787 cuando el mismo Johan Christian Fabricius, estudiante de Carlos Linneo quien describió al escarabajo, definió un nuevo género Lycus donde puso al L. palliatus y otras cuatro especies: L. latissimus, L. rostratus, L. proboscideus y L. andferraticornis.